# Jaco Van Dormael
Jaco Van Dormael (ur. 9 lutego 1957 w Ixelles) – belgijski reżyser, scenarzysta i producent filmowy. W swojej twórczości często zajmuje się postaciami ułomnymi i niepełnosprawnymi pod względem fizycznym lub psychicznym, portretując je zawsze z szacunkiem, zrozumieniem i empatią.
Zaczynał karierę od filmów krótkometrażowych i dokumentalnych. Jego pierwszy film fabularny, Toto bohater (1991), zdobył Złotą Kamerę za najlepszy debiut reżyserski na 44. MFF w Cannes. Później Van Dormael nakręcił jeszcze wielokrotnie nagradzane filmy fabularne: Ósmy dzień (1996), Mr. Nobody (2009, najdroższy film w historii belgijskiego kina) czy obrazoburczą komedię Zupełnie Nowy Testament (2015).
Zasiadał w jury sekcji "Cinéfondation" na 51. MFF w Cannes (1998).